# Breeding the Spawn
Breeding the Spawn är det amerikanska death metal-bandet Suffocations andra studioalbum. Albumet släpptes den 18 maj 1993 genom skivbolaget Roadrunner Records.

## Låtförteckning
1. "Beginning of Sorrow" – 4:16
2. "Breeding the Spawn" – 4:47
3. "Epitaph of the Credulous" – 3:45
4. "Marital Decimation" – 4:06
5. "Prelude to Repulsion" – 4:49
6. "Anomalistic Offerings" – 4:41
7. "Ornaments of Decrepancy" – 4:42
8. "Ignorant Deprivation" – 4:50

Text: Mike Smith (spår 1, 7, 8), Doug Cerrito (spår 2), Frank Mullen (spår 3–6)
Musik: Cerrito (spår 1–3, 5), Terrance Hobbs (spår 3, 4, 6–8)

## Medverkande
Musiker (Suffocation-medlemmar)
- Frank Mullen − sång
- Terrance Hobbs – gitarr
- Doug Cerrito – gitarr
- Chris Richards − basgitarr
- Mike Smith − trummor

Produktion
- Scott Burns – producent, ljudtekniker, mixning
- Suffocation – producent
- Chris Gehringer – mastering
- Dan Seagrave – omslagskonst
- Chris Gehringer – foto
- Doug Cerrito – logo